# グプタ朝

グプタ朝
गुप्त राजवंश
Gupta Rājavaṃśa

グプタ朝（グプタちょう、Gupta Empire）は、古代インドにおいて、西暦320年から550年頃まで、パータリプトラを都として栄えた王朝である。4世紀に最盛期を迎え、インド北部を統一した。

## 歴史

### 前史
グプタ朝の始祖であるグプタ（シュリーグプタ）は、紀元前240年ごろに現在のビハール州南部に当たるマガダ地方を領するようになり、そのあとを息子のガトートカチャが継いだ。この二人は後の碑文において大王（マハーラージャ）と呼ばれるのみであり、実際にはマガダ地方の小領主に過ぎなかったと考えられている。

### チャンドラグプタ1世
グプタ朝が実質的に建国されるのはチャンドラグプタ1世（位320年 - 335年頃）の時代である。チャンドラグプタ1世はビハール州北部に強い勢力を持っていたリッチャヴィ族の王女クマーラデーヴィーと結婚することでリッチャヴィと強固な婚姻同盟を結び、さらにその力でガンジス川中流域へと進出。パータリプトラを都とし、この地域の覇権を握って「マハーラージャーディラージャ（大王の中の王）」を称するようになった。後にグプタ朝では、319年または320年を紀元とするグプタ暦が使用されるが、紀元とされたこの年はチャンドラグプタ1世の即位年であると考えられている。

### サムドラグプタ
第2代のサムドラグプタ（位335年頃 - 376年頃）は各地に軍事遠征を行い、ガンジス川上流域や中央インドの一部、ラージャスターンまで勢力を拡大し、領域内の支配体制を固めるとともに南インドにまで政治的影響を及ぼすこととなった。この時期に彫られたイラーハーバード石柱碑文には、サムドラグプタの軍事的、政治的な功績が刻まれている。この時代にグプタ朝を中心とする政治秩序が確立され、グプタ朝は主に中心部を直接支配地とする一方、辺境においてはその地域の首長を支配者として認めた。また、サムドラグプタはアシュヴァメーダ（馬祀祭）などのヴェーダの儀式を挙行し、バラモンを統治体制の重要な一部となした。一方で、仏教などほかの宗教に対しても寛容な姿勢で臨んだ。サムドラブプタ没後、発掘された貨幣や碑文、伝承や同時代の劇作などから、短期間ラーマグプタ王が継いだと推定されているが、明確なことは不明である。

### チャンドラグプタ2世
チャンドラグプタ2世（位376年頃 - 415年頃）のとき、北西インドのマールワとグジャラートに在った西クシャトラパを征服して、ついに北インドを統一し、全盛期を迎えた。また、デカンのヴァーカータカ朝の王ルドラセーナ2世（Rudrasena II）に娘のプラバーヴァティーグプターを嫁がせて姻戚関係を結び、南インドにおける勢力を増大させた。この時期、東晋の僧、法顕が訪れている。なお、この頃、ヒンドゥー教が台頭し、仏教文化は衰退を始めた。

### 衰退
第4代クマーラグプタ1世（位415年頃 - 455年）の治世は、玄奘や義浄も学ぶことになるナーランダ僧院が設立されたことで知られるが、その治世の末期には遊牧民エフタル（インド・エフタル）の侵入によって北西部の支配が動揺をはじめる。その子、スカンダグプタ（位455年 - 467年）は、皇太子プルグプタに打ち勝って王位を獲得、インド北西部領域の支配につとめ、かつての栄光を一時的に回復した。
しかし、その後は小地域の支配者層が力を強め、グプタ朝の宗主権はいまだ広い範囲で認められていたものの、支配は徐々に名目的なものとなっていった。さらに6世紀初頭にはエフタルが再進攻を行い、最終的に撃退には成功したものの国力は決定的に衰えて従属王朝が相次いで独立し、北インドは分裂状態となった。6世紀のグプタ朝の版図は北ベンガルとビハールに限られるようになり、550年頃のヴィシュヌグプタの治世にエフタルの侵攻によって滅亡した。

## 影響
その後、北インドは混乱期を迎え、606年にハルシャ・ヴァルダナが台頭し、ヴァルダナ朝を興した。しかし、647年にハルシャ・ヴァルダナが没すると、「ラージプート時代」と呼ばれる混乱期が続いた。

## 政治
グプタ朝は郡（ブクティ）、県（ヴィシャヤ）、邑（グラーマ）とつながる地方行政機構を整備し、郡県には中央から官吏を派遣して官僚制度を整えた。この制度が整えられたのはガンジス川流域などの中央部の直轄地域に限られ、地方の有力勢力や辺境の勢力は有力者を統治者に任命してその地方の統治を任せ、貢納を受け取るといった統治スタイルがとられた。この方法でグプタ朝は速やかに勢力を拡大したものの、5世紀後半以降グプタ朝の勢力が衰えを見せると、それまでの統治で力を蓄えていた地方長官や従来の地方有力者が従属王権となり、さらには宗主権も認めなくなって独立していくこととなった。一方で、これらの従属王権は自らが力を蓄える基盤となったグプタ朝の行政システムをそのまま踏襲し、以後の各王朝に大きな影響を与えた。

## 経済

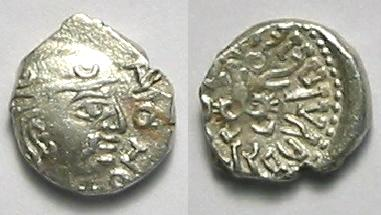
クマーラグプタ1世の肖像が刻まれた銀貨

商業、金融業、手工業が盛んであった。ローマ帝国は既に衰退していたが、インド洋における季節風貿易は引き続き活況を呈しており、西のビザンツ帝国やサーサーン朝、アクスム王国などとの交易が盛んに行われた。ベンガル湾を渡って東の東南アジアなどとの交易も盛んであり、東南アジアから中国へと向かう交易ルートの存在は法顕の「仏国記」でも確認できる。これらの交易を通じ、沿岸の港市が繁栄した。また、法顕が往路は陸路を取ったことからも窺えるように、シルクロードに結びついた内陸の交易ルートも繁栄していた。
グプタ朝では金貨が盛んに鋳造されたほか、銀貨・銅貨も発行された。当初はクシャーナ朝の金貨にならったが、スカンダグプタの治世からはスヴァルナと称される独自の金貨が作られた。金貨や銀貨は高い価値を持ち活発な交易を支えたが、日常生活においては銅貨や子安貝といった少額貨幣が多く用いられた。農村では、荒蕪地を中心にバラモンや宗教施設の管轄下に土地がおかれていき、低湿地や森林などの開拓が進められた。王朝の後期になると、フーナ（エフタル）の侵入などによって都市網が衰退し、農業経済へと移行していった。

## 宗教
グプタ朝はヒンドゥー教を国家の柱として位置づけ、アシュヴァメーダ（馬祀祭）などのヴェーダの儀式を挙行し、バラモンを統治体制の一部に組み込んだ。村落へのバラモンの移住が始まるのもこの時代である。バラモンは農村にて租税免除などの特権を与えられ、先進技術や学問を農村に伝えるとともに農村の秩序維持の役目を果たした。また、王家はヴィシュヌ神を特に信仰し、「至高のヴィシュヌ信者」との称号を持ち、バラモンの言葉であるサンスクリット語を公用語とした。一方で、ナーランダ僧院がこの時代に設立されるなど、仏教などほかの宗教が迫害されることはなく、これらも庇護を受けた。しかし、インドにおける仏教は教学研究は盛んになったものの、この時代から衰退に転じるようになった。

## 社会
都市の商人・職人は、互助組織として「ニガマ」、「シュレーニー」といった組合を設けており、彼らが用いた印章が多く出土している。こうした組織は、都市行政にも関わっていたことが推測されている。一部の富裕化した人々は豪奢な生活を送り、文化の発展を支えることになった。農村社会ではクトゥンビンと呼ばれる小農が基盤となっていた。一方、この時代からは上記の開発政策の結果としてバラモンが農村社会へと進出し、指導的立場となった。辺境の未開地にまでバラモンの居住地が拡大したことは、地方における農業の発展や政治システムの伝播につながったとされる。

## 文化

### 美術

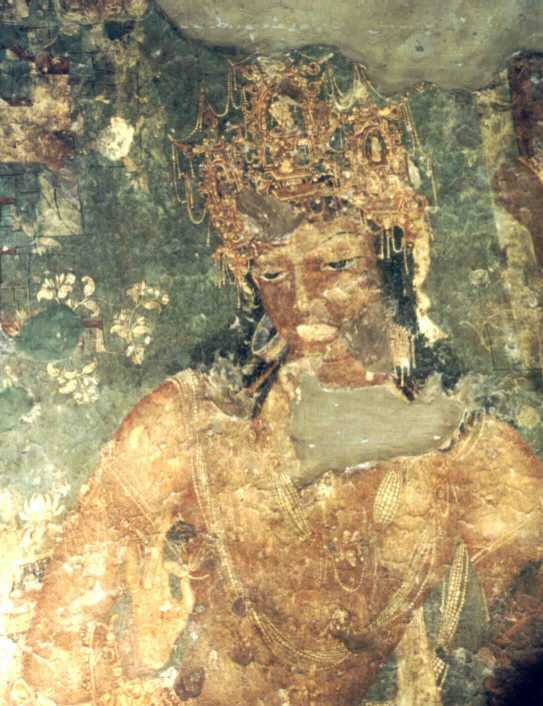
アジャンター石窟寺院の壁画

グプタ朝時代に栄えた美術は、これまでギリシア文化の影響が色濃かったガンダーラ美術に代わり、純インド的な仏教美術として知られ、グプタ美術、または「グプタ様式」と呼ばれる。代表的なものとして、アジャンター石窟寺院の壁画や「グプタ仏」と呼ばれる多くの仏像、特に薄い衣がぴったりとはり付いて肉体の起伏を露わにする表現を好んだサールナート派の仏像が知られる。これらの美術の中心は帝国の首都のあるマガダ地方ではなく、マールワーやサールナートといった地方であった。

### 文学
グプタ朝ではそれまで典礼言語として用いられていたサンスクリットを公用語化したため、サンスクリット文学は最盛期を迎え、二大叙事詩である『マハーバーラタ』『ラーマーヤナ』が今日の形をとるようになった。戯曲『シャクンタラー』や抒情詩『メーガ・ドゥータ』を著したカーリダーサのほか、戯曲『ムリッチャカティカー』の作者シュードラカも活躍した。ヴァーツヤーヤナによる性愛書『カーマスートラ』は、当時の上流階級の生活をうかがうことができる。説話集『パンチャタントラ』は、インドのみならず東南アジアや西アジアの説話文学に影響を与えた。言語でも、サンスクリット語の辞典『アマラコーシャ』をアマラシンハがまとめた。また、それまでプラークリットによるものも多かった碑文の言語がこの時期までには完全にサンスクリット化している。『マヌ法典』も完成した。

### 科学
グプタ朝時代には、特に天文学や数学や化学、医学において大きな進歩があった。アリヤバータは500年ごろ、グプタ朝の首都パータリプトラにおいて『アーリヤバティーヤ』(Aryabhatiya)を著し、西方からもたらされたギリシア天文学を完全にインド化するとともに、それ以後のインド天文学 (Indian astronomy) やインド数学の発展の基礎を作った。

### その他
インド・デリーのクトゥブ・ミナール内にあるデリーの鉄柱は、碑文にチャンドラグプタ2世に比定される王名が刻まれていることからグプタ朝初期に建造されたものと考えられている。この鉄柱はウダヤギリ石窟群の前に立てられていたが、13世紀にデリーへと移された。

## 歴代君主
1. チャンドラグプタ1世（320年頃 - 330年頃）
2. サムドラグプタ（330年頃 - 380年頃）
3. ラーマグプタ（380年頃)
4. チャンドラグプタ2世（380年頃 - 414年頃）
5. クマーラグプタ1世（英語版）（414年頃 - 455年頃）
6. スカンダグプタ（英語版）（455年頃 - 467年頃）
7. プルグプタ（英語版）（467年頃 - 473年頃）
8. クマーラグプタ2世（473年頃 - 476年頃）
9. ブダグプタ（476年頃 - 495年頃）
10. ヴァイニヤグプタ（英語版）（495年頃）
11. ナラシンハグプタ（英語版）（495年頃 - 510年頃）
12. クマーラグプタ3世（マラーティー語版）（510年頃 - 543年頃）
13. ヴィシュヌグプタ（英語版）（543年頃 - 550年頃）